# ای‌اف‌ام رکوردز
ای‌اف‌ام رکوردز (انگلیسی: AFM Records) یک ناشر موسیقی مستقر در شوالمشتات، آلمان است که در سال ۱۹۹۶ آغاز به کار کرد.